# Saint-Dionisy
Saint-Dionisy (até 2011: Saint-Dionizy) é uma comuna francesa na região administrativa de Occitânia, no departamento de Gard. Estende-se por uma área de 3,42 km². Em 2010 a comuna tinha 1 069 habitantes (densidade: 312,6 hab./km²).